# Jornada de Poesía de Vagif
Jornada de Poesía de Vagif (en azerí: Vaqif Poeziya Günləri) es el evento literario de Azerbaiyán. Se organizan en Shusha anualmente de 2021.

## Historia

### sigloXX
Por primera vez Jornada de Poesía de Vagif se celebraron en 1982. El 14 de enero de 1982 fue erigido el Mausoleo de Vagif y la Casa de la Poesía. El evento se celebraban anualmente hasta 1991. Durante los años de la ocupación de Shusha por las fuerzas armadas Armenias, el evento no se llevó a cabo.

### sigloXXI
Jornada de Poesía de Vagif se organizaron en 2021 por primera vez en 30 años después de la liberación de Shusha de la ocupación. A la ceremonia de apertura asistieron representantes del estado y del gobierno, miembros de la Unión de Escritores de Azerbaiyán, conocidas figuras de la ciencia y la cultura del país, jóvenes escritores y poetas.